# Funkstreife XY – ich pfeif’ auf mein Leben
Funkstreife XY – ich pfeif’ auf mein Leben ist ein österreichischer Kriminalfilm aus dem Jahre 1968 von Hubert Frank mit Günther Neutze und Günther Stoll in den Hauptrollen.

## Handlung
Am Flughafen von Wien-Schwechat kommt es zu einem schweren Flugzeugunglück mit zahlreichen Verletzten und Toten. Der Unfallseelsorger Kaplan Wolf wird an den Ort des Geschehens gerufen, um den Opfern seelsorgerischen Beistand zu leisten. Unter ihnen befindet sich auch ein gut gekleideter Mann, der in Gangsterkreisen nur als „der Major“ bekannt ist. Er ist ein hohes Tier in der Unterwelt. Wolf kümmert sich um den Sterbenden und nimmt ihm die Beichte ab. Dann stirbt der „Major“. Von diese Vorgängen bekommen einige Gangsterkollegen des „Majors“ Wind, allen voran der eiskalte Schramm, eine große Nummer mit wenig Skrupeln im „Syndikat“.
Die Ganoven kapern Kaplan Wolf und verschleppen ihn in seine nahegelegene Pfarrei. Sie wollen unbedingt von ihm wissen, was der Sterbende ihm gesagt hat. Offensichtlich dreht es sich dabei um eine millionenschwere Beute aus einem Raub. Doch Wolf beruft sich auf das Beichtgeheimnis, was erwartungsgemäß Schramm und seine Mannen nicht gelten lassen wollen. Und so beginnt ein scharfes Verhör und eine schmerzhafte Leidensstrecke, da die Gangster den gefesselten Pfarrer ordentlich in die Mangel nehmen. Bald findet sich auch Schramms fetter Gangsterrivale Felix ein, der sich gleichfalls für den Verbleib der Beute interessiert. Wolf bleibt standhaft, derweil sich nun auch ein Versicherungsdetektiv in den Fall eingeklinkt hat. Die Situation gewinnt an Dramatik, als Wolfs jüngerer Bruder Jürgen (durch eigenes Verschulden) in die Bredouille gerät und nunmehr gleichfalls die Hilfe des festsitzenden Gottesmanns benötigt.

## Produktionsnotizen
Funkstreife XY – ich pfeif’ auf mein Leben entstand 1967 in Österreich und wurde im September 1968 in Wien uraufgeführt. In Deutschland wurde der Streifen erstmals am 1. August 1969 gezeigt.
Otto Pischinger entwarf die Filmbauten. Rainer Brandt synchronisierte aus unbekannten Gründen Hauptdarsteller Günther Stoll.

## Kritik
„Primitiver Kriminalfilm.“